# Parceria rural
Parceria rural é um conceito jurídico que descreve um tipo de contrato agrário. A parceria rural é a modalidade contratual pela qual o parceiro-proprietário cede ao parceiro-produtor o uso da terra, partilhando com este os riscos do caso fortuito e da força maior e os frutos do produto da colheita ou da venda dos animais. Prepondera, nesse tipo de relação, a comunhão das forças e dos resultados, sendo que a partilha dos frutos deve obedecer a proporções compatíveis com os meios de produção disponibilizados por cada um dos parceiros.

## Arcabouço jurídico
Contratos desta natureza regem-se pelo Estatuto da Terra, sua regulamentação, alteração, além de ter os casos omissos dirimidos pelo Código Civil Brasileiro.

## Tratamento fiscal
Há uma grande diferença na carga tributária para o cedente (geralmente o proprietário) do imóvel rural entre contratos firmados como parceria rural ou como arrendamento rural.
Os produtos advindos da parceria rural são tributados como receita da atividade rural (venda de produtos) e, dessa forma, a parte nos frutos a que tem direito o parceiro-proprietário (e igualmente a do parceiro-produtor) será a parte considerada como receita da atividade rural.
Conforme art.5º da Lei 8.023/90, no caso de pessoa física, há a possibilidade de o contribuinte optar pela tributação do resultado da atividade rural (a soma das receitas menos as despesas e os investimentos) ou pela tributação simplificada, considerando como base de cálculo para o imposto 20% da receita bruta da atividade. A alíquota do IRPF incidente sobre a base de cálculo (real ou "presumida") será de 11%, conforme art. 20 da Lei 9.250/98.
Como exemplo, caso opte-se pela tributação simplificada, a taxação incidente sobre a receita bruta será de 3,0% (15% de 20%). Caso não haja despesas, como é o caso dos parceiros que fornecem somente a terra, esse será o regime tributário mais favorável (regime "presumido"), uma vez que o resultado ("real") apurado seria de 100% da receita bruta.
Devido à vantagem tributária dos contratos em regime de parceria sobre os de arrendamento, as autoridades fazendárias procuram descaracterizar esses contratos para aplicar a tributação atinente a arrendamentos. Nesse sentido, a orientação da Receita Federal na resposta à pergunta 455 do IRPF 2012 ("Como se distinguem os contratos agrários?") é elucidativa:
| “ | Os contratos de arrendamento e parceria são basicamente semelhantes no que concerne à natureza jurídica, pois em todos há cessão de uso e gozo de imóvel ou de área rural, parte ou partes dos mesmos, incluindo, ou não, outros bens, benfeitorias e facilidades, com o objetivo de neles ser exercida atividade de exploração agrícola, pecuária, agroindustrial, extrativa vegetal ou mista, a outra pessoa ou ao conjunto familiar, pelo proprietário, posseiro ou pessoa que tenha a livre administração dos bens; porém, diferem substancialmente na forma de remuneração do cedente: a) no arrendamento ou subarrendamento, o cedente (arrendador ou subarrendador) recebe do arrendatário ou subarrendatário retribuição certa ou aluguel pelo uso dos bens cedidos; b) na parceria ou subparceria, o cedente (parceiro-outorgante) partilha com o parceiro-outorgado os riscos de caso fortuito e força maior e os frutos, produtos ou lucros havidos, nas proporções estipuladas em contrato. (...) | ” |

Pode-se observar ainda que a Receita Federal descaracteriza contratos feitos com o nome indevido, pela resposta à pergunta 195 do IRPF 2012 ("Os rendimentos oriundos de contrato de arrendamento de imóvel rural são tributáveis?"):
| “ | Os rendimentos provenientes de arrendamento de imóvel rural, ainda que o contrato celebrado refira-se a parceria rural, se o cedente perceber quantia fixa sem partilhar os riscos do negócio, que é da essência do contrato de parceria rural, estão sujeitos ao imposto sobre a renda. Estes rendimentos são tributados, como rendimentos equiparados a aluguéis, por meio do recolhimento mensal (carnê-leão), se recebidos de pessoa física ou, na fonte, se pagos por pessoa jurídica e na declaração de ajuste. Quando o contrato celebrado referir-se a parceria rural e o cedente não receber quantia fixa e participar dos riscos do negócio, a tributação desses rendimentos é efetuada como atividade rural. | ” |